# Leptodascalia spilota
Leptodascalia spilota är en insektsart som först beskrevs av Melichar 1902.  Leptodascalia spilota ingår i släktet Leptodascalia och familjen Flatidae. Inga underarter finns listade i Catalogue of Life.